# Hailie Sahar

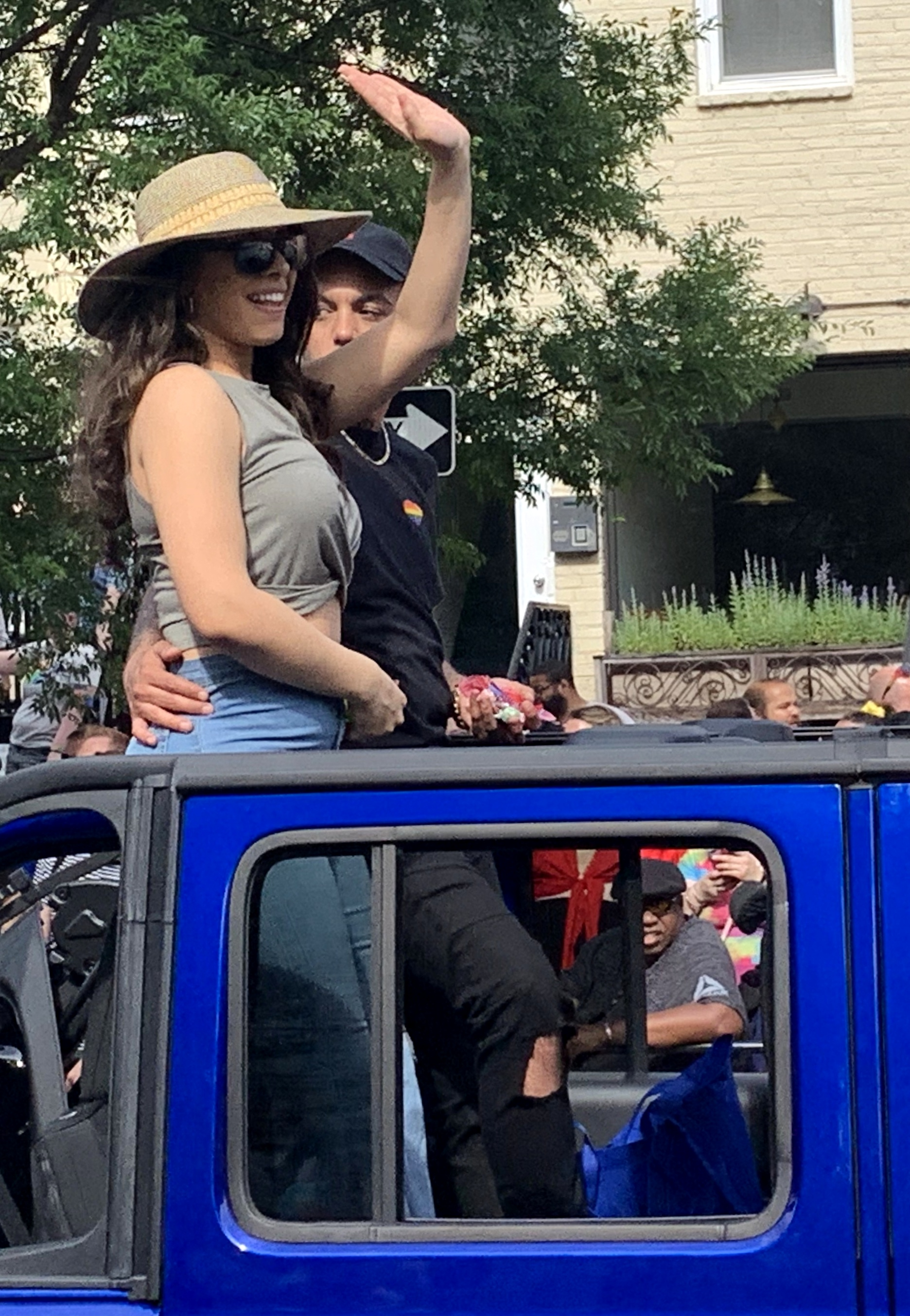
Hailie Sahar auf der Capital Pride in Washington, D.C. 2019

Hailie Sahar (geboren 12. Juli 1988 in Los Angeles) ist eine US-amerikanische Schauspielerin, Sängerin, Modedesignerin und Aktivistin. Sie wurde vor allem durch ihre Hauptrolle Lulu Abundance in der FX-Produktion Pose bekannt.

## Leben
Sahar wuchs laut eigenen Angaben in einem religiösen Haushalt in Los Angeles zusammen mit fünf Brüdern auf. Ihr Vater arbeitet als Prediger einer lokalen baptistischen Kirche. In ihrer Kindheit war Sahar als Tänzerin für die Sparks tätig, dem Frauen-Basketball-Team von Los Angeles. Sahar wurde in ihrer Jugend Mitglied der Ballroom Culture, in der zumeist nicht-weiße Mitglieder der LGBT-Gemeinschaft in Houses genannten Gruppen bei künstlerischen Wettbewerben gegeneinander antreten. In ihrer Jugend begann Sahar auch mit einer geschlechtsangleichenden Maßnahme. Im Alter von 18 Jahren war Sahar die bisher jüngste House-Gründerin der Gemeinschaft. Sie verließ allerdings später das House of Rodale und trat stattdessen dem House of Allure bei.
Sahar, die eine trans Frau ist, wurde 2015 beim Schönheitswettbewerb Queen U.S.A. für trans Frauen zur Siegerin gekrönt, im Folgejahr sang sie mit der damals amtierenden Miss USA Betty Cantrell im Duett Born This Way auf derselben Veranstaltung. 2015 wurde sie zudem Miss L.A. Pride auf der Gay Pride in Los Angeles. Sie wurde als Rednerin auf das 57. Presidential Advisory Council on HIV/AIDS im Ronald Reagan Building and International Trade Center eingeladen, auf dem Vertreter des Weißen Hauses und des amerikanischen Gesundheitsministeriums hinsichtlich der AIDS-Problematik beraten werden. Zudem engagiert sie sich für das Women's Center im Osten von Los Angeles gegen häusliche Gewalt.

## Karriere
Sahar erhielt ihre erste Filmrolle als eine Kassiererin in der Musik-Dramedy Leave It on the Floor. In den Folgejahren war sie in Nebenrollen in einzelnen Folgen von Mr. Robot und Transparent zu sehen. Ende 2017 spielte sie die Hauptrolle Ariela in der Off-Broadway-Produktion Charm in New York City.
Im selben Jahr wurde Sahar während eines sechs Monate dauernden Casting in der Hauptrolle Lulu Abundance der FX-Fernsehserie Pose besetzt. Diese handelt von den New Yorker Mitgliedern der Ballroom Culture der 1980er und 1990er Jahre, die vor allem mit Homo- und Transphobie, Rassismus und der HIV-Epidemie zu kämpfen. Lulu ist Mitglied im House of Abundance, will aber nicht länger im Schatten der Leiterin Elektra stehen, weswegen sie mit dem Mitglied Candy ihr eigenes House of Ferocity gründet.
Seit 2019 verkörpert Sahar die Nebenfigur Jazmin, Schwester des Protagonisten Gael Martinez, in der Freeform-Serie Good Trouble. 2020 wurde sie für ein geplantes Biopic von Anthony Hemingway über die trans Künstlerin Sir Lady Java in der Hauptrolle verpflichtet.

## Filmografie
- 2011: Leave It on the Floor
- 2016: Transparent (Fernsehserie, Folge 3x1)
- 2017: Mr. Robot (Fernsehserie, Folgen 3x2 & 3x10)
- 2018: Marquise (Kurzfilm)
- 2018–2021: Pose (Fernsehserie, 23 Folgen)
- seit 2019: Good Trouble (Fernsehserie)
- 2019: EastSiders (Webserie, vier Folgen)
- 2020: Equal (Fernsehserie, Folge 1x4)